# Амброз Барлоу
Амброз Едвард Барлоу (1585. - 10. септембар 1641) био је енглески бенедиктински монах који је поштован као светац у Римокатоличкој цркви. Он је из групе светитеља које је канизовао папа Павле VI. Он је био један од 40 мученика у Енглеској и Велсу.
Рођен је у Барлов дворани у Манчестеру, 1585.. Био је четврти син племића Александра Барлова и његове жене Марије. Амброзов деда је умро у затвору 1584, а тада је његов отац Александар изгубио трећину свог имања као резултат његовог одбијања да буде у складу са новооснованом религијом. Амброз се крстио 30. новембра 1585. у приградском насељу града Манчестера, Дибсбурију. Амброз се придржавао Англиканске вере све до 1607. када је прешао на Римокатолицизам.. Он је убијен 10. септембра 1641..

## Лобања
Његова лобања је очувана и налази се на врху главног степеништа у Вардлеј дворани у предграђу града Ворслеј. Његова лобања је наводно вриштећа лобања. Наводно, ако се његова лобања помери почне да вришти и особу која ју је помакнила задеси несрећа. Због лобање се у Вардлеј дворани дешавају паранормални феномени